# Bernardo di Sassonia
Bernardo di Sassonia (1140 circa – Ballenstedt, 2 febbraio 1212) fu conte di Ballenstedt e di Anhalt oltre che signore di Bernburg per eredità paterna. Dal 1180 alla morte fu duca di Sassonia come Bernardo III di Sassonia.

## Biografia

### La vasta eredità
Bernardo nacque attorno al 1140, settimogenito del margravio di Brandeburgo Alberto I della stirpe degli Ascanidi e di Sofia di Winzenburg (1105 - 6 o 7 luglio 1160), figlia di Ermanno I di Winzenburg. Nel 1157 Bernardo, insieme al padre e ai fratelli, presenziò ai funerali di Corrado di Meißen, appartenente alla casata di Wettin e margravio di Meißen. Nel 1159 Bernardo accompagnò, insieme al fratello Ottone I di Brandeburgo di dodici anni maggiore di lui, l'imperatore Federico Barbarossa nel suo viaggio in Italia. Nel 1170 Alberto morì e Bernardo ereditò gli stati dell'Anhalt insieme ai territori del distretto dell'Ascaria oltre che gli antichi Gau del Serimunt collocati fra i fiumi Saale, Mulde ed Elba. Attorno al dicembre 1172 morì suo fratello maggiore Alberto e, poiché non lasciò eredi maschi, Bernardo ebbe in eredità anche il contado di Ballenstedt. Nello stesso anno Bernardo sollecitò l'imperatore Barbarossa alla dieta di Goslar perché gli concedesse il possesso di Plötzkau che gli venne dato nel 1173. Una contesa circa la sovranità su quelle terre portò a una guerra contro Enrico il Leone che finì nella distruzione di Aschersleben e Gröningen, mentre la città di Halberstadt venne salvata a stento, nondimeno alla fine Bernardo riuscì a mantenere il controllo di Plötzkau.

### La moltitudine di territori
Nel 1176 Enrico il Leone negò il proprio aiuto al Barbarossa e questo favorì la disfatta che l'imperatore subì alla battaglia di Legnano, per questo nel 1180 venne messo al bando e spogliato del ducato di Baviera. Nella dieta che si tenne a Gelnhausen il 13 aprile 1180 Bernardo si vide garantita la parte orientale dei territori che Enrico aveva acquistato da Guelfo I di Toscana (1115-15 dicembre 1191) incluso l'arcivescovato di Brema che andò a suo fratello maggiore Sigfrido, arcivescovo di Brema, mentre il ducato di Sassonia fu dato a lui stesso. Quest'ultima concessione aveva in realtà poco valore giacché il ducato era un territorio radicalmente ridotto che constava di tre porzioni di territorio disconnesse fra loro poste lungo il corso dell'Elba ed erano il Land di Halden, presso Otterndorf, una parte di territorio attorno al Lauenburg e un'altra nei dintorni di Wittenberg. Il ducato gli era stato consegnato già parcellizzato così egli poté soltanto avere, come possesso formale, la regione fra Meißen e la marca di Brandeburgo. Accanto a questi territori ne ricevette diversi altri, piuttosto piccoli, come la città di Aken, Wittenberg, e il burgraviato di Magdeburgo.
In definitiva, il titolo di duca di Sassonia, Angria e Westphalia non era altro che un titolo vuoto giacché le ricche terre di Angria e di Westphalia vennero date all'elettorato di Colonia. I conti di Holstein furono liberati dal vassallaggio che dovevano al duca di Sassonia, la contea di Stade fu presa dall'arcivescovado di Brema, Lubecca divenne una città libera dell'Impero e il palatinato di Sassonia fu concesso a Ermanno I di Turingia ed in aggiunta ai vescovi sassoni furono ridati i loro feudi. Bernardo fu costretto dal Barbarossa nell'appoggiarlo nella sua lotta contro Enrico nel 1181 che, benché sconfitto, fu in grado di conservare il proprio Allodio formato dal Ducato di Brunswick.

### I riottosi vassalli di Sassonia
Nella Nordalbingia e nelle aree comprese fra l'Elba e il Mar Baltico i nuovi vassalli di Bernardo sorsero contro di lui dando il loro appoggio ad Enrico. Egli comunque cercò di far valere i propri interessi supportato dai fratelli Ottone e Sigfrido, i primi a giurargli fedeltà furono gli uomini di Artlenburg, seguiti da quelli di Ratzeburg, Dannenberg, Luckow e Schwerin. I conti più potenti, come Adolfo di Holstein, non accettarono invece di sottomettersi a lui e la situazione degenerò in un conflitto che prese il via nei dintorni di Dithmarschen, nell'Holstein occidentale, e che si risolse in una sconfitta di Adolfo.
Con la caduta di Adolfo, il centro del malcontento divenne Lauenburg; Bernardo era in ogni caso determinato ad eradicare qualunque opposizione al suo governo, aumentò quindi le tasse nei territori riottosi e si diresse contro Lauenburg distruggendola nel 1182 seguita poi dal restauro della sua fortezza. Nel 1183 un altro dei suoi fratelli maggiori, Teodorico di Werben, morì senza lasciare eredi e i suoi possedimenti andarono a Bernardo. La guerra che si muoveva intorno a Enrico arrivò fino ai territori slavi, Enrico Borwin rimase al fianco di Enrico, come già aveva fatto suo padre e suo cugino Niklot che si era visto dare da Enrico i territori di Burg Machlow li perse a causa del suo appoggio a Bernardo. Borwin si alleò con Boghislao I di Pomerania e Niklot con Jaromir I di Rugen, un fedele vassallo di Danimarca. Tuttavia poco dopo Borwin venne punito da Boghislao su ordine dell'imperatore, con l'aiuto di Canuto VI di Danimarca, per il rifiuto di questi di rendergli omaggio e parte delle sue terre vennero divise fra l'Impero e la Danimarca. L'aiuto dei danesi permise all'imperatore, nel 1184, di fare pressione perché si realizzasse una politica di equilibrio fra Bernardo e i suoi vassalli, Adolfo di Holstein poté tenersi i territori che erano stati oggetto di disputa fra loro anche se dovette pagare un'ammenda di 700 marchi a Bernardo poiché si era rifiutato all'inizio di giurargli fedeltà. Anche altri conti ribelli furono condannati alla stessa pena e le città distrutte dal conflitto vennero ricostruite. Enrico tornò ancora alla carica nel 1188 e alla fine Bernardo perse la città di Bardowick.
In qualità di duca di Sassonia Bernardo divenne Maresciallo del Sacro Romano Impero e rivendicò per la prima volta questo importante ufficio nel 1190 all'incoronazione di Enrico VI di Svevia, ma rovinò i suoi rapporti con l'imperatore quando si oppose al trasferimento della corona dei Romani alla casa di Hohenstaufen. Nel 1198 Bernardo fu fra coloro che sostennero Filippo di Svevia nel suo tentativo di essere eletto imperatore, firmando anche la dichiarazione dei principi di Spira, un desiderio che non ebbe fortuna giacché Filippo venne assassinato nei pressi di Bamberga nel 1208. Dieci anni dopo la morte di Enrico venne infine eletto un nuovo imperatore nella persona di Ottone IV di Brunswick uno dei figli di Enrico il Leone. Ottone, che intanto aveva guastato i suoi rapporti con papa Innocenzo III per quel che riguardava la Sicilia, supportò la riascesa di Valdemar di Danimarca all'arcivescovato di Brema dopo che il papa lo aveva cacciato. Così nel 1211 Bernardo scortò il cognato Valdemar alla città di Brema dove, di fatto, si riappropriò della diocesi.
Dopo essere divenuto duca di Sassonia Bernardo aveva spostato la propria residenza e la corte a Wittenberg e infine morì a Ballensted il 2 febbraio 1212 venendo quindi sepolto insieme al padre e ai molti dei suoi fratelli nell'abbazia benedettina locale.

## Matrimoni e figli
Bernardo si sposò in prime nozze con Brigitta di Danimarca, figlia di Canuto V di Danimarca, e da lei ebbe:
- Enrico I, conte di Anhalt (c.1170-1252);
- Sofia († 16 luglio 1244), badessa di Gernrode;
- Alberto I di Sassonia;
- Magnus (morto giovane);
- Edvige (1175 circa-dopo il 1206), che sposò Ulrico I di Wettin, il quale fu in precedenza sposato con una donna dal nome sconosciuto, figlia di Ermanno II di Winzenburg-Northeim e di Liutgarda di Stade.

In seconde nozze Bernardo sposò Sofia di Turingia, figlia di Ludovico II di Turingia e Giuditta di Svevia, appartenente alla dinastia Ludovingia, da cui ebbe:
- Giovanni († 1256)

Dal suo terzo matrimonio con Giuditta di Polonia (prima del 1154- dopo il 12 dicembre 1201) non nacquero figli.

## Ascendenza
|                          |                       |                              | Genitori             |  |  | Nonni |  |  | Bisnonni                    |  |  | Trisnonni            |  |
|                          |                       |                              |                      |  |  |       |  |  | Adalberto II di Ballenstedt |  |  | Esico di Ballenstedt |  |
|                          |                       |                              |                      |  |  |       |  |  | Adalberto II di Ballenstedt |  |  | Esico di Ballenstedt |  |
|                          |                       | Matilde di Svevia            |                      |  |  |       |  |  | Adalberto II di Ballenstedt |  |  |                      |  |
| Ottone di Ballenstedt    |                       |                              |                      |  |  |       |  |  | Adalberto II di Ballenstedt |  |  |                      |  |
|                          |                       | Adelaide di Weimar-Orlamünde | Ottone I di Meißen   |  |  |       |  |  |                             |  |  |                      |  |
|                          |                       | Adelaide di Weimar-Orlamünde | Ottone I di Meißen   |  |  |       |  |  |                             |  |  |                      |  |
|                          |                       | Adelaide di Weimar-Orlamünde | Adela di Brabante    |  |  |       |  |  |                             |  |  |                      |  |
| Alberto I di Brandeburgo |                       | Adelaide di Weimar-Orlamünde |                      |  |  |       |  |  |                             |  |  |                      |  |
|                          |                       | Magnus di Sassonia           | Ordulfo di Sassonia  |  |  |       |  |  |                             |  |  |                      |  |
|                          |                       | Magnus di Sassonia           | Ordulfo di Sassonia  |  |  |       |  |  |                             |  |  |                      |  |
|                          |                       | Magnus di Sassonia           | Wulfhild di Norvegia |  |  |       |  |  |                             |  |  |                      |  |
| Eilika di Sassonia       |                       | Magnus di Sassonia           |                      |  |  |       |  |  |                             |  |  |                      |  |
|                          |                       | Sofia d'Ungheria             | Béla I d'Ungheria    |  |  |       |  |  |                             |  |  |                      |  |
|                          |                       | Sofia d'Ungheria             | Béla I d'Ungheria    |  |  |       |  |  |                             |  |  |                      |  |
|                          |                       | Sofia d'Ungheria             | Richenza di Polonia  |  |  |       |  |  |                             |  |  |                      |  |
| Bernardo di Sassonia     |                       | Sofia d'Ungheria             |                      |  |  |       |  |  |                             |  |  |                      |  |
|                          | Meginardo di Vornbach | …                            |                      |  |  |       |  |  |                             |  |  |                      |  |
|                          | Meginardo di Vornbach | …                            |                      |  |  |       |  |  |                             |  |  |                      |  |
|                          | Meginardo di Vornbach | …                            |                      |  |  |       |  |  |                             |  |  |                      |  |
| Ermanno I di Winzenburg  | Meginardo di Vornbach |                              |                      |  |  |       |  |  |                             |  |  |                      |  |
|                          |                       | Matilda di Reinhausen        | …                    |  |  |       |  |  |                             |  |  |                      |  |
|                          |                       | Matilda di Reinhausen        | …                    |  |  |       |  |  |                             |  |  |                      |  |
|                          |                       | Matilda di Reinhausen        | …                    |  |  |       |  |  |                             |  |  |                      |  |
| Sofia di Winzenburg      |                       | Matilda di Reinhausen        |                      |  |  |       |  |  |                             |  |  |                      |  |
|                          |                       | …                            | …                    |  |  |       |  |  |                             |  |  |                      |  |
|                          |                       | …                            | …                    |  |  |       |  |  |                             |  |  |                      |  |
|                          |                       | …                            | …                    |  |  |       |  |  |                             |  |  |                      |  |
| …                        |                       | …                            |                      |  |  |       |  |  |                             |  |  |                      |  |
|                          |                       | …                            | …                    |  |  |       |  |  |                             |  |  |                      |  |
|                          |                       | …                            | …                    |  |  |       |  |  |                             |  |  |                      |  |
|                          |                       | …                            | …                    |  |  |       |  |  |                             |  |  |                      |  |
|                          |                       | …                            |                      |  |  |       |  |  |                             |  |  |                      |  |